# ディストニックラジカルイオン

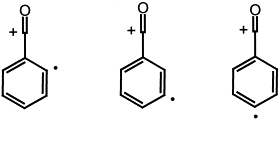
ディストニックイオンは、電荷と不対電子を同じ原子あるいは原子団の位置に書き表せないラジカルイオンである。

ディストニックラジカルイオン（英：distonic radical ion、伊：ione radicale distonico）とは、ラジカルとイオンが結合を介して離れた化学種である 。ディストニックイオン（英：distonic ion）とも呼ばれる。 
例えば、ラジカルカチオンの{\displaystyle {\ce {CH2^{.}OH2^{+}}}}はディストニックであるが、{\displaystyle {\ce {CH3OH^{.+}}}}はディストニックではない。構造的特徴に応じて、さまざまなサブクラスが存在する。 

## 歴史
1959年、McLaffertyにより、カルボニル化合物のEIマススペクトルで生成される分子イオンからオレフィン分子が脱離する反応が発見された（McLafferty転位）。1970年代にかけて、McLaffertyおよびGrossによって、上記反応が現在で言うディストニックラジカルイオン種を経由することが提案されている。1984年、Bouma, Radom, およびYatesは、広範な実験的研究を通じて、この用語を生み出した。 

## 性質
ディストニックラジカルイオンは、その発生法や、それらの独特な振る舞いについて、種々の質量分析技術による解析が進んでいる。
ジラジカルや双性イオンのイオン化によって生成するラジカルカチオンまたはラジカルアニオンが典型例ではあるが、中性分子の一電子酸化還元によっても生成する。

得られたデータを通じて、ほとんどの場合、イオン化が生じる前よりも安定性が低いことを示している。とはいえ、ディストニックイオンは他の異性体と比較して安定なイオンと見なされており、多くの科学者の注目を集めているという事実を損なうものではない。しかしながら、短寿命種ゆえにイオン部位とラジカル部位の機能を解析することが困難であることが指摘されている。

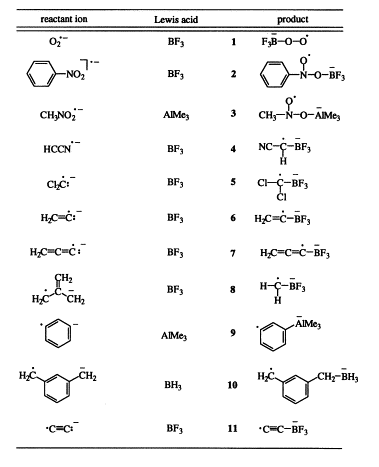
“アート”型ディストニックイオンの例